# 唐飛內閣
唐飛內閣是指2000年5月20日至10月6日期間，由時任行政院院長唐飛所領導的中華民國內閣，為陳水扁政府的首任內閣。該內閣也是總統直選至今唯一個由反對黨人士出任閣揆的內閣。
2000年3月18日，在野的民主進步黨首度勝選取得執政權，總統當選人陳水扁為安撫軍方及化解民進黨在立法院劣勢席次的困境，在未與中國國民黨協商的情況下，逕行邀請國民黨籍的前國防部部長唐飛組閣，試圖籌組大聯合政府，但遭國民黨拒絕而失敗。唐飛是繼陳誠之後，再次嘗試籌組聯合內閣的行政院院長。
唐飛內閣上任之後，由於施政理念與陳水扁有巨大差異，特別是在核四廠是否續建的議題的立場上與總統府、經濟部不同調；最終，唐飛於同年10月5日以健康因素為由宣布請辭，內閣從成立到解散僅維持短暫地四個半月，並由第一次張俊雄內閣接替。

## 成員名單
以下是唐飛內閣成員名單
- 行政院院長：唐飛 （國民）
- 行政院副院長：游錫堃 （民進）→ 張俊雄 （民進）
- 行政院秘書長：魏啟林
- 行政院副秘書長：
- 不管部會政務委員：蔡清彥、胡錦標、張有惠、陳錦煌、黃榮村
- 內政部部長：張博雅（無黨）
- 外交部部長：田弘茂 （無黨）
- 國防部部長：伍世文 （國民）
- 財政部部長：許嘉棟
- 教育部部長：曾志朗
- 法務部部長：陳定南 （民進）
- 經濟部部長：林信義 （無黨）
- 交通部部長：葉菊蘭 （民進）
- 蒙藏委員會委員長：徐正光
- 僑務委員會委員長：張富美（民進）
- 新聞局局長：鍾琴
- 主計處主計長：林全 （無黨）
- 人事行政局局長：朱武獻
- 衛生署署長：李明亮 （無黨）
- 環境保護署署長：林俊義 （民進）
- 大陸委員會主任委員：蔡英文 （無黨）
- 經濟建設委員會主任委員：陳博志 （無黨）
- 國軍退除役官兵輔導委員會主任委員：楊德智 （國民）
- 文化建設委員會主任委員：陳郁秀 （民進）
- 體育委員會主任委員：許義雄 （無黨）
- 農業委員會主任委員：陳希煌
- 勞工委員會主任委員：陳菊 （民進）
- 青年輔導委員會主任委員：林芳玫 （民進）
- 研究發展考核委員會主任委員：林嘉誠
- 國家科學委員會主任委員：翁政義
- 原子能委員會主任委員：夏德鈺
- 原住民族委員會主任委員：尤哈尼·伊斯卡卡夫特
- 公共工程委員會主任委員：林能白
- 中央銀行總裁：彭淮南 （國民）
- 國立故宮博物院院長：杜正勝 （國民）

## 概要
民主進步黨取得總統選舉勝利後，首次執政的組閣成為各方觀注的焦點，先前曾公開支持陳水扁的中央研究院院長李遠哲一直被外界視為可能人選，不過新任總統陳水扁考慮到當時民主進步黨的政治實力，民主進步黨在立法院並未過半，中國國民黨仍在立法院控制多數的席次，最後選擇提名了軍人背景出身，屬中國國民黨籍的時任國防部部長唐飛來組閣。唐飛是中華民國政府遷台以來，第二位由國防部部長直接升任行政院院長的人（上一位為郝柏村）。同時為第三位曾出任參謀總長的行政院院長(之前的兩位是陳誠與郝柏村)。當時陳水扁政策主張「新中間路線」，因此內閣部會首長延攬了許多非民主進步黨籍人士出任，民主進步黨籍閣員只佔其中一小部分。另外陳水扁為了兌現選前承諾，任命的內閣部會首長中有相當比例是由女性出任，起用了幾位專業人士，例如蔡英文為大陸委員會主委、鍾琴為行政院新聞局局長。同時又任命了幾位民主進步黨立法委員，例如陳定南為法務部部長、葉菊蘭為交通部部長。在大選中選擇挺扁的嘉義市市長張博雅，亦在總統陳水扁的力邀下轉任內政部部長兼臺灣省政府主席。已故民主進步黨立法委員盧修一的妻子陳郁秀則出任文化建設委員會主委。

## 內閣結束
- 唐飛主張續建核四，然而在續建核四電廠與否的立場上，與民進黨政府的主張停建核四完全不同，最終唐飛於2000年10月6日被迫辭職[3]，也結束了中華民國政治史上短暫的「共治」及大聯合政府時期。陳水扁以「搬開路上的大石頭」暗喻唐飛的去職，其後他任命副院長張俊雄組閣，出任行政院長，組建少數政府。

## 任內大事紀

### 八掌溪事件
八掌溪事件發生在2000年7月22日，有四名工人因溪水暴漲而受困於八掌溪中沙洲，由於政府救災系統反應過遲以致四名工人皆遭溪水沖走不幸罹難。此事件使政府受到輿論強烈批評，而多位政府官員遭到懲處，包括時任行政院副院長游錫堃請辭下台。由時任總統府秘書長張俊雄接任行政院副院長。